# JAPAN XV
JAPAN XV（ジャパン・フィフティーン）は、ラグビーユニオンの日本ラグビーフットボール協会が組織する第2ナショナルチーム。正代表（ラグビー日本代表）に対し「2軍」的な意味を持つ、いわゆる「日本A代表」である。

## 概要
「JAPAN XV」という名称は、2007年5月9日の対クラシック・オールブラックス戦（神戸総合運動公園ユニバー記念競技場で実施）が公式記録として最初である。
2024年には2種類のJAPAN XVが編成された。2023年までと同様の正代表に近い編成のシニアチームに加え、新たにU20日本代表を中心に編成したユースチームが作られ、それぞれのヘッドコーチも分けた。詳細は「JAPAN XV 2024年メンバー」を参照。
2025年も2種類のJAPAN XVとなった。U23に近い編成の若手選手が多いチームと、正代表に準じる編成のチームで、ヘッドコーチはどちらもエディー・ジョーンズ（日本代表HC）が担当した。詳細は「JAPAN XV 2025年メンバー」を参照。

## シニアチーム「JAPAN XV」
メンバー構成がほぼ日本代表メンバー（正代表）であるシニアチームで、ヘッドコーチも日本代表と同じでも、キャップ対象とはならない。
テストマッチ扱いではない試合においては、2007年以降「JAPAN XV」と名乗ることがある。
2014年11月に行われたマオリ・オールブラックスとの対戦では、正代表メンバーが出場したがテストマッチ扱いではないため、「日本代表（JAPAN XV）」という名称を使用した。逆に、キャップ非対象でも「日本代表」を名乗る場合もある。
| 対戦日         | 日本     | 日本HC               | 勝敗 | 得点  | 対戦相手                     | 開催地                                       | 備考                        |
| -------------- | -------- | -------------------- | ---- | ----- | ---------------------------- | -------------------------------------------- | --------------------------- |
| 2007年5月9日   | JAPAN XV | ジョン・カーワン     | ●    | 26-35 | クラシック・オールブラックス | 神戸総合運動公園ユニバー記念競技場（兵庫県） | [ 1 ]                       |
| 2007年5月12日  | JAPAN XV | ジョン・カーワン     | ●    | 6-36  | クラシック・オールブラックス | 秩父宮ラグビー場（東京都）                   | [ 8 ]                       |
| 2008年5月31日  | JAPAN XV | ジョン・カーワン     | ●    | 13-15 | クラシック・オールブラックス | 国立競技場（東京都）                         | [ 9 ]                       |
| 2010年6月4日   | JAPAN XV | ジョン・カーワン     | ●    | 19-23 | NZノースハーバー州代表       | アルバニー（ニュージーランド）               | [ 10 ] [ 11 ]               |
| 2014年11月1日  | JAPAN XV | ジョン・カーワン     | ●    | 21-61 | マオリ・オールブラックス     | ノエビアスタジアム神戸（兵庫県）             | [ 12 ]                      |
| 2014年11月8日  | JAPAN XV | ジョン・カーワン     | ●    | 18-20 | マオリ・オールブラックス     | 秩父宮ラグビー場（東京都）                   | [ 13 ]                      |
| 2017年10月28日 | JAPAN XV | ジェイミー・ジョセフ | ●    | 27-47 | 世界選抜（World XV）         | レベルファイブスタジアム（福岡県）           | [ 14 ] [ 15 ]               |
| 2022年10月1日  | JAPAN XV | ジェイミー・ジョセフ | ●    | 22-34 | オーストラリアA              | 秩父宮ラグビー場（東京都）                   | [ 16 ]                      |
| 2022年10月8日  | JAPAN XV | ジェイミー・ジョセフ | ●    | 21-22 | オーストラリアA              | ベスト電器スタジアム（福岡県）               | [ 17 ]                      |
| 2022年10月14日 | JAPAN XV | ジェイミー・ジョセフ | ○    | 52-48 | オーストラリアA              | ヨドコウ桜スタジアム（大阪府）               | [ 18 ]                      |
| 2023年7月8日   | JAPAN XV | ジェイミー・ジョセフ | ●    | 6-38  | オールブラックスXV           | 秩父宮ラグビー場（東京都）                   | [ 19 ]                      |
| 2024年6月29日  | JAPAN XV | エディー・ジョーンズ | ●    | 10-37 | マオリ・オールブラックス     | 秩父宮ラグビー場（東京都）                   | [ 20 ] [ 21 ] [ 22 ] [ 23 ] |
| 2024年7月6日   | JAPAN XV | エディー・ジョーンズ | ◯    | 26-14 | マオリ・オールブラックス     | 豊田スタジアム（愛知県）                     | [ 24 ] [ 25 ]               |
| 2025年6月28日  | JAPAN XV | エディー・ジョーンズ |      |       | マオリ・オールブラックス     | 秩父宮ラグビー場（東京都大分市）             | [ 26 ] [ 27 ]               |

## 若手選手を中心とした「JAPAN XV」
2024年は、U20日本代表を中心とした「JAPAN XV」が初めて編成され、2024年4月開催のワールドラグビーパシフィックチャレンジ2024に出場した。ヘッドコーチは、U20日本代表のヘッドコーチが兼任した。詳細は「JAPAN XV 2024年メンバー」を参照。
2025年は、U23日本代表に近い編成で、ニュージーランド学生代表(NZU)、ホンコン・チャイナ代表（香港代表）と対戦。ヘッドコーチは、シニアのJAPAN XVと同じ。詳細は「JAPAN XV 2025年メンバー」を参照。
| 対戦日         | 大会名 / 試合名                             | 日本チーム                 | ヘッドコーチ                       | 勝敗 | スコア | 対戦相手                       | 開催地                                                              | 備考                 |
| -------------- | ------------------------------------------- | -------------------------- | ---------------------------------- | ---- | ------ | ------------------------------ | ------------------------------------------------------------------- | -------------------- |
| 2024年 4月10日 | ワールドラグビー パシフィックチャレンジ2024 | JAPAN XV (U20日本代表中心) | 大久保直弥 U20日本代表ヘッドコーチ | ◯    | 48-5   | マヌマ・サモア                 | アピア・パーク（サモア、アピア）                                    | [ 29 ] [ 30 ]        |
| 2024年 4月15日 | ワールドラグビー パシフィックチャレンジ2024 | JAPAN XV (U20日本代表中心) | 大久保直弥 U20日本代表ヘッドコーチ | ◯    | 45-43  | フィジー・ウォリアーズ         | アピア・パーク（サモア、アピア）                                    | [ 31 ] [ 32 ] [ 33 ] |
| 2024年 4月20日 | ワールドラグビー パシフィックチャレンジ2024 | JAPAN XV (U20日本代表中心) | 大久保直弥 U20日本代表ヘッドコーチ | ◯    | 65-15  | トンガA代表                    | アピア・パーク（サモア、アピア）                                    | [ 34 ] [ 35 ]        |
| 2025年 5月20日 | ニュージーランド学生代表遠征 第2戦          | JAPAN XV (U23に近い)       | エディー・ジョーンズ               | ◯    | 78-28  | ニュージーランド学生代表 (NZU) | 別府市営実相寺多目的グラウンド（大分県別府市）                      | [ 36 ] [ 37 ]        |
| 2025年 5月24日 | ニュージーランド学生代表遠征 第3戦          | JAPAN XV (U23に近い)       | エディー・ジョーンズ               | ◯    | 30-12  | ニュージーランド学生代表 (NZU) | 大分スポーツ公園クラサスサッカー・ラグビー場Aコート（大分県大分市） | [ 38 ] [ 39 ] [ 40 ] |
| 2025年 5月31日 | トレーニングマッチ                          | JAPAN XV (U23に近い)       | エディー・ジョーンズ               |      |        | ホンコン・チャイナ代表         | 豊後企画フィールド（大分県大分市）                                  | [ 41 ]               |

## EMERGING BLOSSOMS
EMERGING BLOSSOMS（エマージング・ブロッサムズ）は、2022年に、日本代表入りを目指すNDS（ナショナル・デベロップメント・スコッド）のメンバーを中心に編成された特別チーム。EMERGINGには、新出・新興の意味がある。日本代表候補チームと、それを目指すNDSチームとで分かれて合宿をしたり、練習試合をしたりした。
2022年6月11日に秩父宮ラグビー場で行われた「EMERGING BLOSSOMS vs TONGA SAMURAI XV」で、同年1月に海底火山の噴火で被害を受けたトンガに対するチャリティーマッチを行った。TONGA SAMURAI XVは、トンガ出身 あるいは トンガにルーツを持つ、日本で活躍する選手で構成されたチーム。
EMERGING BLOSSOMS用のジャージが作られ、2019年正代表版の赤をグレーに変え、切り返し部分などに黒いラインを入れたデザインだった。ソックスは正代表と同じ白で、カンタベリーのロゴは赤。これは、2022・2023年でのJAPAN XVでの試合にも使われた。

## ジャージ
「JAPAN XV」としての初年2007年から2010年まで、JAPAN XV（シニアチーム）のジャージは、正代表で使われる「赤白ボーダー柄」ではなく、ほぼ赤一色のジャージだった（パンツは当時の正代表と同じ黒色）。
2014年11月のマオリ・オールブラックスとの2戦、2017年10月の世界選抜（World XV）戦は、正代表のジャージが使われた。
2022年・2023年は、正代表2019年版ジャージの赤部分をグレーに置き換えたジャージで、パンツは正代表の白ではなく 黒に変更、切り返し部分などに黒いラインを入れたデザイン。ソックスは正代表と同じ。
2024年4月のJAPAN XV（U20中心チーム）のジャージは、2023年正代表ジャージの赤をグレーに置き換え、みぞおち部分の「ドラえもんの鈴」のようなデザインは無くなった。パンツは黒。ソックスは正代表と同じ。
2024年6月のJAPAN XV（シニアチーム）のジャージは、赤部分がグレーに置き換えられただけで、「ドラえもんの鈴」のような みぞおちのデザインは残された。パンツとソックスは正代表と同じ白。